# Puntero izquierdo
Puntero izquierdo es un cuento del escritor uruguayo Mario Benedetti, pertenece al libro Montevideanos, de 1959. La obra fue escrita en jerga rioplatense.

## Argumento
El protagonista de Puntero izquierdo es un jugador autodenominado "amater" (adaptación de la palabra francesa amateur). Su relato transcurre mientras yace en la cama de un hospital, lugar al que cual llegó tras recibir una golpiza al final de un encuentro definitorio por el ascenso a Intermedia. El jugador, goleador de su club, había recibido un soborno para desviar sus lanzamientos y terminó convirtiéndose en figura del partido, pese a sus intentos por sabotear a su equipo.